# قرنبى جؤجؤي الشكل
قرنبى جؤجؤي الشكل (الاسم العلمي:Cerambyx carinatus) هو نوع من الحشرات يتبع جنس القرنبى من فصيلة القرنبيات (الخنافس الطويلة القرون).